# ラバト動物園
ラバト動物園(ラバトどうぶつえん、英語: Rabat Zoo, アラビア語: حديقة الحيوانات بالرباط)は、モロッコの首都ラバトにある動物園である。

## 概要
開園は2011年で、2007年に設立した国立動物園株式会社によって運用されている。現在はバーバリライオンを含む約190種の2000頭の動物が生息している。
1929年以降、野生下での生息が絶滅したバーバリライオンを飼育していることで知られており、現在は世界最多の38頭のバーバリライオンが生息している。これは世界にいるバーバリライオンの半数にあたる数である。これらのライオンはムハンマド5世国王にモロッコ国内の部族から贈られたもので、その後は王室の私的動物園で飼育されていた。ラバト動物園ではバーバリライオンを絶滅させないようにと繁殖が試みられており、開園直後には3頭、直近では2021年に5頭が新たに生まれた。
ラバト動物園はアトラス山脈、砂漠、サバンナ、湿地、熱帯雨林、教育・農園の6つのエリアとビバリウムと博物館の2つ施設で構成されている。

## 主な施設と飼育動物
- LES MONTAGNES DE L’ATLAS（アトラス山脈）
  - 主な飼育動物 - ヨーロッパジェネット、エジプトオオコオモリ（英語版）、バーバリーマカク、ムフロン、バーバリライオン、バーバリージリス

- LA SAVANE（サバンナ）
  - 主な飼育動物 - ダチョウ、ヨーロッパノスリ、シュバシコウ、シマハイエナ、白ヤマアラシ、アンコーレ・ワトゥシ（英語版）、イランド、ブチハイエナ、カラカル、虎、ミーアキャット、グラントシマウマ（英語版）、シロエリハゲワシ、シロサイ、リカオン、キリン、アフリカゾウ属、ヒヒ、イヌワシ、ワオキツネザル

- LE DÉSERT（砂漠）
  - 主な飼育動物 - ヒトコブラクダ、エジプトマングース（英語版）、ドルカスガゼル（英語版）、ヤマアラシ、ホワイトライオン、キュビエガゼル（英語版）、シロオリックス、ケヅメリクガメ、アラビアオリックス、モールガゼル（英語版）、フェネック、北アフリカダチョウ（英語版）、アダックス、キツネ

- LES ZONES HUMIDES（湿地）
  - 主な飼育動物 - ユーラシアカワウソ、アフリカスイギュウ、モモイロペリカン、カバ科、オオフラミンゴ、ナイルワニ、リーチュエ

- LA FORÊT TROPICALE（熱帯雨林）
  - 主な飼育動物 - Speckled pigeon、シロクジャク、カンムリヅル、Barbary stag、パタスモンキー、サーバル、ホオアカトキ、チンパンジー

- FERME PÉDAGOGIQUE（教育・農園）
  - 主な飼育動物 - シェットランドポニー（英語版）、ヨウム、コンゴインコ、ドワーフヤギ（フランス語版）

- VIVARIUM（ビバリウム）

13種のヘビ、21種のトカゲ、9種のカメ、3種の両生類、約40種の爬虫類の150匹が1700m2の施設に展示されている。
- PARCOURS MUSÉOGRAPHIQUE（博物館）

250万前から現在までにモロッコに生息していた動物の化石や骨が展示されている。